# Vieux phare de Presque Isle

Le  vieux phare de Presque Isle (en anglais : Old Presque Isle Light), est un phare inactif de la rive ouest du lac Huron, situé dans le Comté de Presque Isle, Michigan. Il a été remplacé par le nouveau phare de Presque Isle.
Ce phare est inscrit au Registre national des lieux historiques depuis le 11 avril 1973 sous le n° 73000957 et au Michigan State Historic Preservation Office depuis le 14 octobre 1964.

## Historique
Le vieux phare de Presque Isle a été construit en 1840 pour marquer l'l'entrée de la baie de Presque Isle et de son port. Il a été rendu inactif depuis 1871 mais reste un point de repère de jour. Le phare a été vendu en 1897 et son propriétaire a décidé de réaménager la propriété en musée dans les années 1950.

### Statut actuel
La propriété a été revendu à l'État en 1995, mais les bâtiments ont été donnés au canton. Le phare a été restauré en 2002 grâce à des efforts bénévoles et est maintenant géré par la Presque Isle Township Museum Society. Le phare est ouvert du vendredi au lundi week-end du Memorial Day jusqu'à la mi-juin, tous les jours sauf du jeudi mi-juin à la fête du Travail (début septembre) et du vendredi au lundi pour le reste de septembre jusqu'à la mi-octobre.
La maison du gardien de briques de 2 étages a été démolie mais une nouvelle maison a été construite sur ses fondations dans les années 1960. La réplique de la lanterne (1957) contient une lentille de Fresnel de quatrième ordre déplacée de l'ancien phare de l'île Fox du Sud.

## Description
Le phare  est une tour circulaire en brique claire-voie, avec galerie et lanterne, de 11 m de haut. La tour est peinte en blanc et la lanterne est noire.
Identifiant : ARLHS : USA-668.

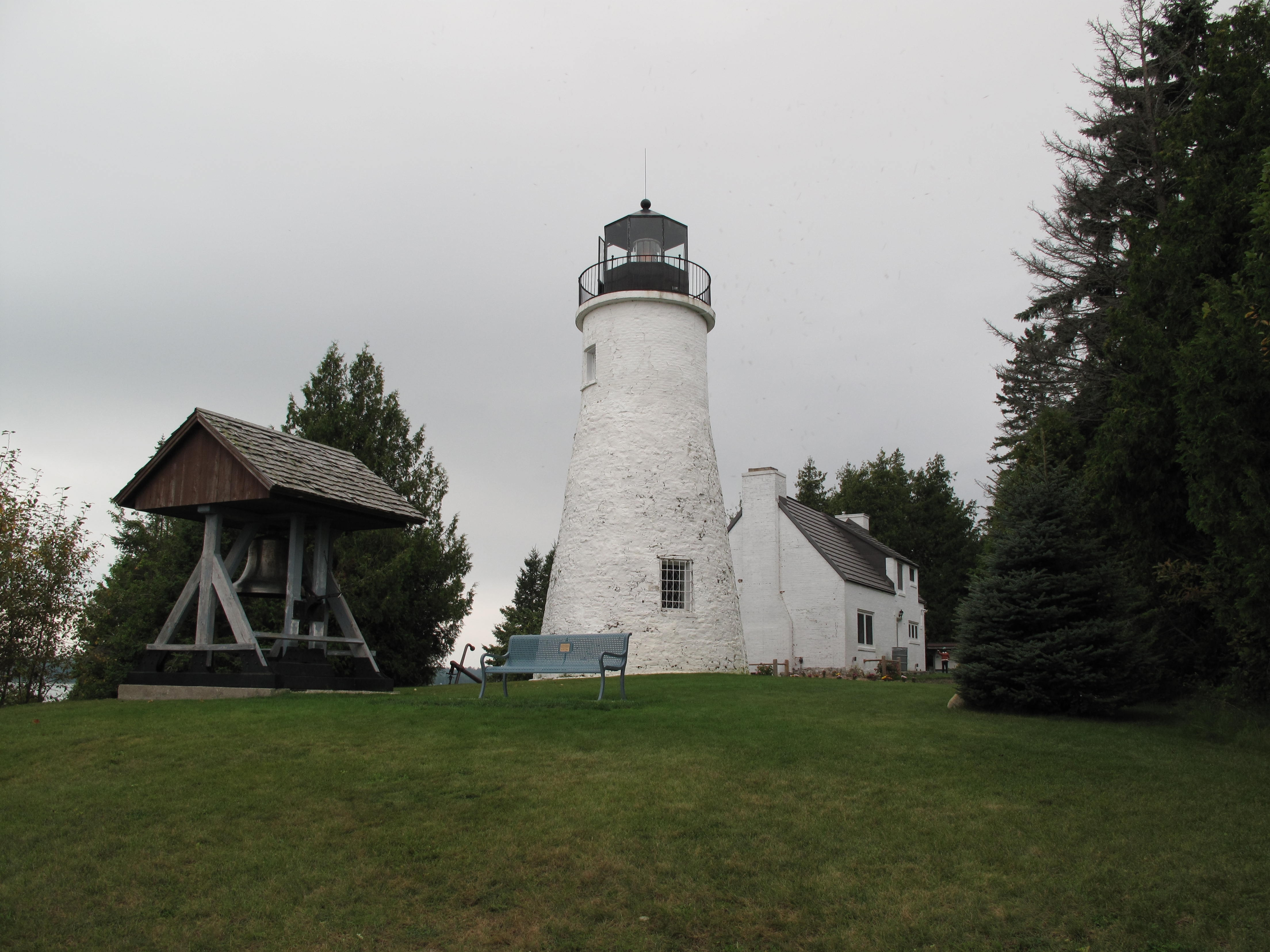
Le phare (photo NOAA)
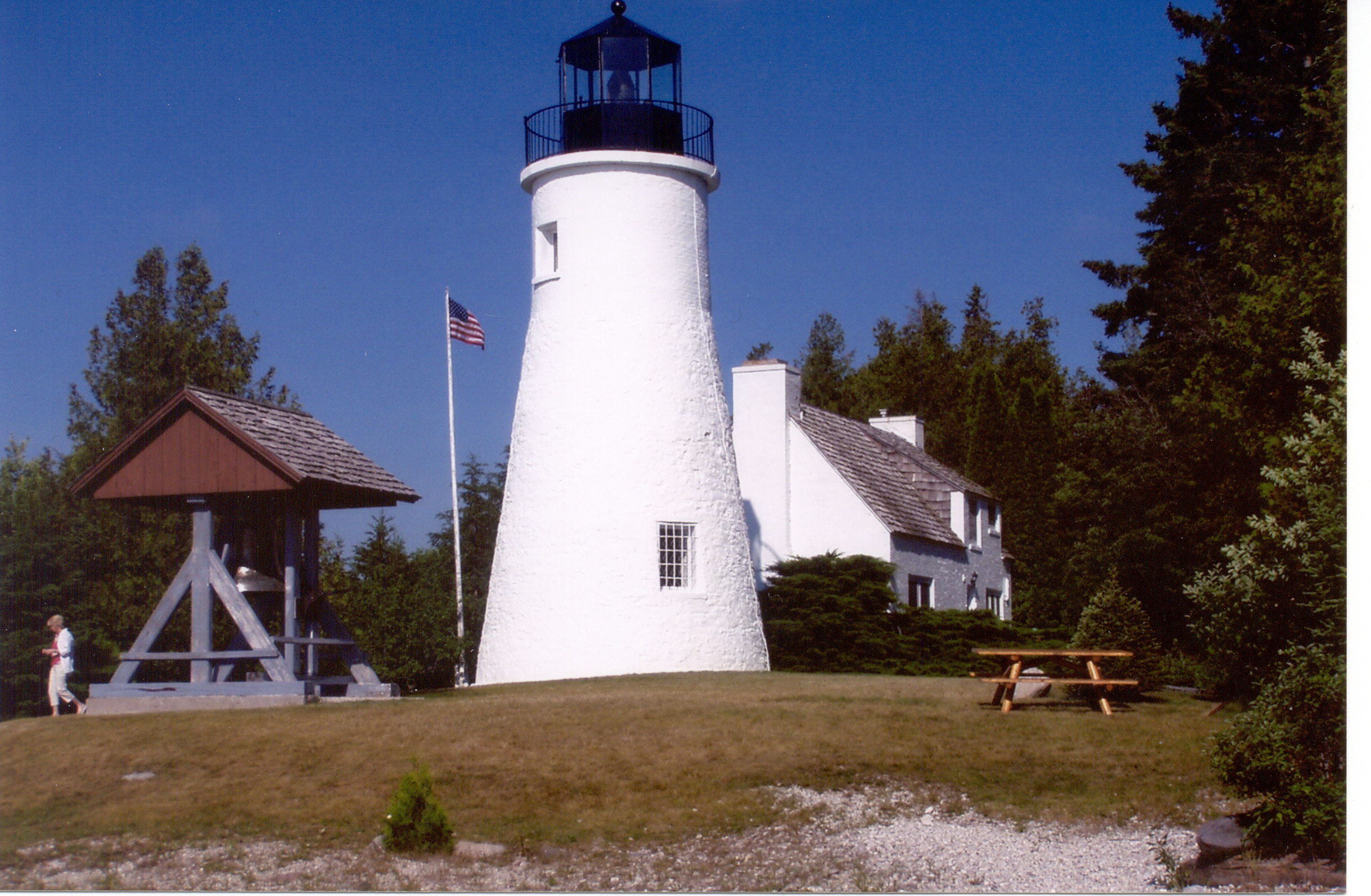
Le phare
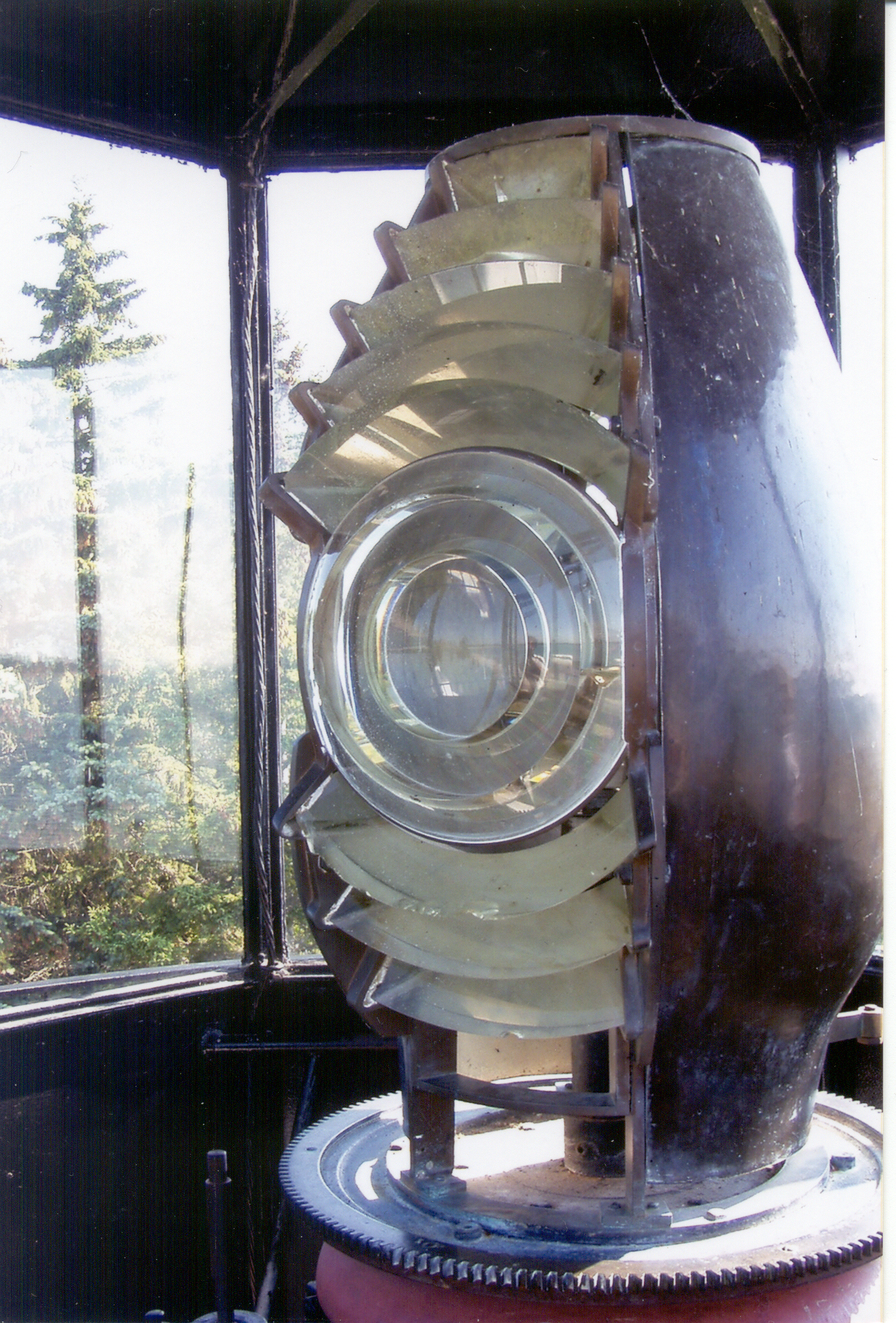
La lentille de Fresnel

### Lien connexe
- Liste des phares au Michigan